# Slanted and Enchanted
Slanted and Enchanted – debiutancki album amerykańskiej grupy indierockowej Pavement.
W 2003 album został sklasyfikowany na 134. miejscu listy 500 albumów wszech czasów magazynu Rolling Stone. Magazyn Pitchfork Media nazwał album 5. najlepszym lat 90.

## Lista utworów
Wszystkie utwory napisane przez Stephena Malkmusa, z wyjątkiem "Two States" (autorstwa Scotta Kannberga).
1. " Summer Babe (Winter Version)" – 3:16
2. "Trigger Cut/Wounded-Kite at :17" – 3:16
3. "No Life Singed Her" – 2:09
4. "In the Mouth a Desert" – 3:52
5. "Conduit for Sale!" – 2:52
6. "Zürich Is Stained" – 1:41
7. "Chesley's Little Wrists" – 1:16
8. "Loretta's Scars" – 2:55
9. "Here" – 3:56
10. "Two States" – 1:47
11. "Perfume-V" – 2:09
12. "Fame Throwa" – 3:22
13. "Jackals, False Grails: The Lonesome Era" – 3:21
14. "Our Singer" – 3:09

## Personel
- Stephen Malkmus: wokal, gitara
- Scott Kannberg: wokal, gitara, bas
- Gary Young: perkusja
- Cy Jameson: inżynier ("Here")